# Koraalplaats
De Koraalplaats is een straat in Deurne (België) die sinds 2014 gedeeltelijk een beschermd dorpsgezicht is. De straat is een van de verschillende stegen die aan beide zijden van de Turnhoutsebaan werden gebouwd als uitbreiding van Deurne-Dorp in de 15e eeuw.
Het huidig stratenpatroon dateert echter uit de late 19e eeuw. De straat bestaat uit arbeiderswoningen met maximaal twee bouwlagen, die vaak gegroepeerd werden gebouwd. De huizen waren oorspronkelijk opgetrokken in hout, omdat ze binnen het schootsveld lagen van de Brialmontvesting, zodat ze in geval van oorlog snel zouden kunnen worden afgebroken. Pas vanaf 1903 mocht in steen worden gebouwd.
In de Koraalplaats ligt het heemkundig museum Turninum.